# شرلوك هولمز (أنمي)
شرلوك هولمز(بالإنجليزية:Sherlock Hound ؛باليابانية:名探偵ホームズ)وهو مسلسل أنمي تلفزيوني مستند على سلسلةِ شرلوك هولمز السّير كونان دويل و تقريباً كُلّ الأشخاص مُصَوَّرة كـكلاب شبيهية.
عَرضَ أنمي مظاهرَ منتظمةَ مِنْ تقنيةِ أسلوبِ جول فيرن steampunk، إضافة إلى جوّ خيال علمي القرن التاسع عشر إلى السلسلة. يَشْملُ 26 حلقةِ بين عام 1984 -1985 و الإنتاج من طوكيو موفي شينشا.

## شخصيات
- شرلوك هولمز
- الدكتور واتسون
- ماري هودسون
- بروفسور مورياتي
- المفتشة ليستراد

## ممثلو أداء الأصوات باللغة العربية
- نصر عناني
- محمد حلمي
- جوزيف نانو
- أمل دباس
- سهير فهد
- ماهر خماش
- رفعت النجار
- سناء تليلي
- داوود جلاجل
- ريم سعادة

## وصلات خارجية
- شرلوك هولمز على موقع IMDb (الإنجليزية)
- شرلوك هولمز على موقع نتفليكس (الإنجليزية)
- شرلوك هولمز على موقع فيلمافينيتي (الإسبانية)
- شرلوك هولمز على موقع ليتربوكسد (الإنجليزية)
- شرلوك هولمز على موقع كينوبويسك (الروسية)
- شرلوك هولمز على موقع ألو سيني (الفرنسية)
- شرلوك هولمز على موقع قاعدة بيانات الفيلم (الإنجليزية)
- شرلوك هولمز على موقع ANN anime (الإنجليزية)
- [شبكة أخبار الأنمي http://www.animenewsnetwork.com/encyclopedia/anime.php?id=290]
- Sherlock Hound at Nausicaa.net fan site
- Sherlock Hound net (jp)